# Lonchoptera kamtschatkana
Espèce
Lonchoptera kamtschatkana est une espèce de diptères.